# Hwang Jae-won (calciatore 2002)
Hwang Jae-won (황재원?; Boryeong, 16 agosto 2002) è un calciatore sudcoreano, difensore del Daegu.

## Caratteristiche tecniche
Gioca come terzino destro.

## Carriera

### Club
Hwang Jae-won è cresciuto nel settore giovanile Suwon, nella Gwacheon High School e nell'Università Hongik. Nel 2022 ha iniziato la carriera professionistica con il Daegu, con cui ha debuttato il 19 febbraio 2022 nell'incontro di K League 1 perso 2-0 contro il Seoul. Il 5 maggio seguente ha segnato il suo primo gol nel pareggio per 1-1 contro il Pohang Steelers.

### Nazionale
Nel 2023 ha vinto i Giochi asiatici con la nazionale olimpica sudcoreana.

## Statistiche

### Presenze e reti nei club
Statistiche aggiornate al 17 febbraio 2024.
| Stagione        | Squadra         | Campionato      | Campionato | Campionato | Coppe nazionali | Coppe nazionali | Coppe nazionali | Coppe continentali | Coppe continentali | Coppe continentali | Altre coppe | Altre coppe | Altre coppe | Totale | Totale | Totale |
| Stagione        | Squadra         | Comp            | Pres       | Reti       | Comp            | Pres            | Reti            | Comp               | Pres               | Reti               | Comp        | Pres        | Reti        | Pres   | Reti   |        |
| --------------- | --------------- | --------------- | ---------- | ---------- | --------------- | --------------- | --------------- | ------------------ | ------------------ | ------------------ | ----------- | ----------- | ----------- | ------ | ------ | ------ |
| 2022            | Daegu           | KL              | 34         | 1          | CC+CdL          | 2+0             | 0               | ACL                | 7                  | 0                  |             | -           | -           | 43     | 1      |        |
| 2023            | Daegu           | KL              | 33         | 1          | CC+CdL          | 1+0             | 0               |                    | -                  | -                  |             | -           | -           | 34     | 1      |        |
| 2024            | Daegu           | KL              | 11         | 0          | CC+CdL          | 0               | 0               |                    | -                  | -                  |             | -           | -           | 11     | 0      |        |
| Totale carriera | Totale carriera | Totale carriera | 78         | 2          |                 | 3               | 0               |                    | 7                  | 0                  |             | -           | -           | 88     | 2      |        |

## Palmarès

### Nazionale
- Giochi asiatici: 1

2022